# Peter Racine Fricker
Peter Racine Fricker (5. september 1920 i London – 1. februar 1990 i Santa Barbara) var en engelsk komponist og kordirigent.
Hans musik ofte holdt i en kraftfuld polyfon stil, der viser indflydelse fra Bela Bartok og Paul Hindemith. 
Af hans værker kan nævnes 6 symfonier, koncerter for forskellige soloinstrumenter, kammermusik og oratoriet The vision of judgement fra 1957 samt sange.

## Udvalgte værker
- Symfoni nr. 1 (1949) - for orkester
- Symfoni nr. 2 (1951) - for orkester
- Symfoni nr. 3 (1960) - for orkester
- Symfoni nr. 4 (1966) - for orkester
- Symfoni nr. 5 (1976) - for orgel og orkester
- Symfoni "Til minde om Benjamin Britten" (1976-1977) - for 17 blæsere
- Koncert (1986) - for orkester
- 2 Klaverkoncerter (1954, 1989) - for klaver og orkester
- "Dommens Vision" (1958) (Oratorium) - for kor og orkester